# Памятник Солженицыну (Владивосток)
Памятник А. И. Солженицыну — бронзовая скульптура писателя, публициста, общественного и политического деятеля, лауреата Нобелевской премии по литературе (1970 год) Александра Исаевича Солженицына, установленная на Корабельной набережной Владивостока в 2015 году. Автор памятника — скульптор Пётр Чегодаев.

## История
Торжественная церемония открытия памятника состоялась 5 сентября 2015 года. В ней приняли участие сын писателя Ермолай Солженицын, глава администрации Владивостока Игорь Пушкарёв, скульптор Пётр Чегодаев, архитектор Анатолий Мельник, руководитель Владивостокской централизованной библиотечной системы Сергей Соловьёв, а также местные жители.
Финансовые средства на установку памятника были выделены ОАО «Владивостокский морской рыбный порт».

## Описание
Памятник представляет собой бронзовую скульптуру Солженицына в полный рост на небольшом постаменте. Писатель словно сходит с трапа причалившего к берегу судна. Высота памятника — 2,62 м.

## Солженицын во Владивостоке
27 мая 1994 года Солженицын, вернувшись в Россию после долгих лет жизни в эмиграции, на самолёте из США прибыл в Магадан, а затем прилетел во Владивосток, в котором находился трое суток. Во время пребывания в городе он побывал на митинге, дал два интервью, встретился со студентами Дальневосточного государственного технического университета и представителями местных властей. Затем на поезде по Транссибирской магистрали писатель уехал в Москву.

## Реакция общественности
Установка памятника Солженицыну во Владивостоке вызвала противоречивые чувства жителей города. В частности, споры вызвало месторасположение скульптуры. Краевед, почётный гражданин Владивостока Нелли Мизь в интервью ТАСС отметила: «Моё твёрдое убеждение, что памятник этот совершенно не на своём месте. Почему он на одной ноге, почему он из моря выходит? Я видела, как он приезжал во Владивосток, был на площади, но на набережную не спускался. К тому же здесь рядом памятник нашим подводникам, памятник героям русско-японской войны, мемориальная подлодка С-56, героям Великой Отечественной… Солженицын сюда просто не вписывается».
Через несколько дней после открытия памятник был осквернён местным жителем, повесившим на него табличку с надписью «Иуда». Как выяснилось позднее, нарушителем оказался первый секретарь владивостокского городского комитета Общероссийской общественной молодёжной организации «Ленинский коммунистический союз молодёжи Российской Федерации», помощник депутата Законодательного собрания Приморского края Максим Шинкаренко, который год назад безуспешно добивался установки во Владивостоке памятника Сталину.